# Rio Yeşilırmak
Yeşilırmak ("rio Verde" em turco; em grego: Ίρις; romaniz.: Íris) é um rio no norte da Turquia. De sua nascente no nordeste da província de Sivas, seu curso atravessa Tocate e Amásia antes de desaguar no mar Negro cerca de 20 km a nordeste de Samsun depois de percorrer 418 km. Entre seus afluentes estão o rio Çekerek (antigo Escílax [Scylax]) e o Keltit (antigo Lico [Lycus] do Ponto).
A "Geografia" de Estrabão traz uma descrição do Iris correndo pela Comana Pôntica, a planície de Dazimonitis (Kaşova) e Gaziura (provavelmente a moderna Turhal) antes de receber as águas do Escílax. Em seguida, ele passa por Amaseia (Amásia) antes de chegar no vale de Fanaroia (Phanaroea).